# Флаг Оленинского района
Флаг муниципального образования «Оле́нинский район» Тверской области Российской Федерации — опознавательно-правовой знак, являющийся символом общественно-исторического и административного статуса.
Флаг утверждён 25 мая 1999 года и внесён в Государственный геральдический регистр Российской Федерации с присвоением регистрационного номера 1612.

## Описание
«Прямоугольное зелено-жёлтое полотнище с соотношением ширины к длине 2:3, воспроизводящее композицию муниципального герба района, и красной полосой у древка с изображением, лежащей на зелёной подушке, шапки Мономаха (часть герба Тверской области)».
Описание герба гласит: «В зелёном поле золотой бегущий лось над золотой оконечностью, обременённой шестью чёрными лучами, косвенно ударяя в середину края оконечности, по трое справа и слева; верхние края лучей чешуевидны».

## Символика
Лось символизирует богатство лесов и животного мира Оленинского района.
Чёрные лучи на жёлтом фоне — изображение пашни, указывающее на сельскохозяйственный характер района.